# Escudo de Ponga

El escudo del concejo asturiano de Ponga está partido y medio cortado.
- El cuarto partido de la izquierda es doble y representa la figura de Enrique III de Castilla en caballo con la inscripción; "S ENRIQUI DEI GRATIA REGIS CASTELAE LEGIONIS", en honor de los dos privilegios que este concedió al pueblo.

- El cuarto partido de la derecha se divide en dos, estando en la parte superior la cruz del escudo de los Caso, que fueron alférez mayores de Ponga.

- En el cuartel partido, cinco llamas sobre fondo rojo que es el escudo de la familia Cienfuegos, titulares del condado de Peñalba, que sucedieron a la familia Caso.

Al escudo municipal actualmente utilizado hoy en día, no se le conoce sanción legal ni documento oficial que especifique cual de las varias versiones que circulan es la correcta. Fue inventado por Octavio Bellmunt y Fermín Canella para ilustrar su obra "Asturias".
- Datos: Q5791596